# امامزاده محمد تقی شهر
امامزاده محمد تقی شهر مربوط به سدهٔ ۷ و ۸ ه.ق است و در شهرستان دماوند، بخش رودهن واقع شده و این اثر در تاریخ ۱۰ خرداد ۱۳۸۲ با شمارهٔ ثبت ۸۶۸۳ به‌عنوان یکی از آثار ملی ایران به ثبت رسیده است.